# هرماس أجدب
هرماس أجدب (الاسم العلمي:Hermas depauperata) هو نوع غير مؤكد من النباتات يتبع جنس الهرماس من الفصيلة الخيمية.